# Hercovka (usedlost, Praha 6)
Usedlost Hercovka v Praze 6 Dejvicích je neoklasicistní vila z let 1925–1926, která byla postavena podle projektu Josefa Donáta na pozemcích a také základech původní viniční usedlosti Hercovka. Její adresa je Na Vlčovce 4/13 a je památkově chráněná. Zahradnický domek na pozemku pochází z let 1871–1874.

## Historie

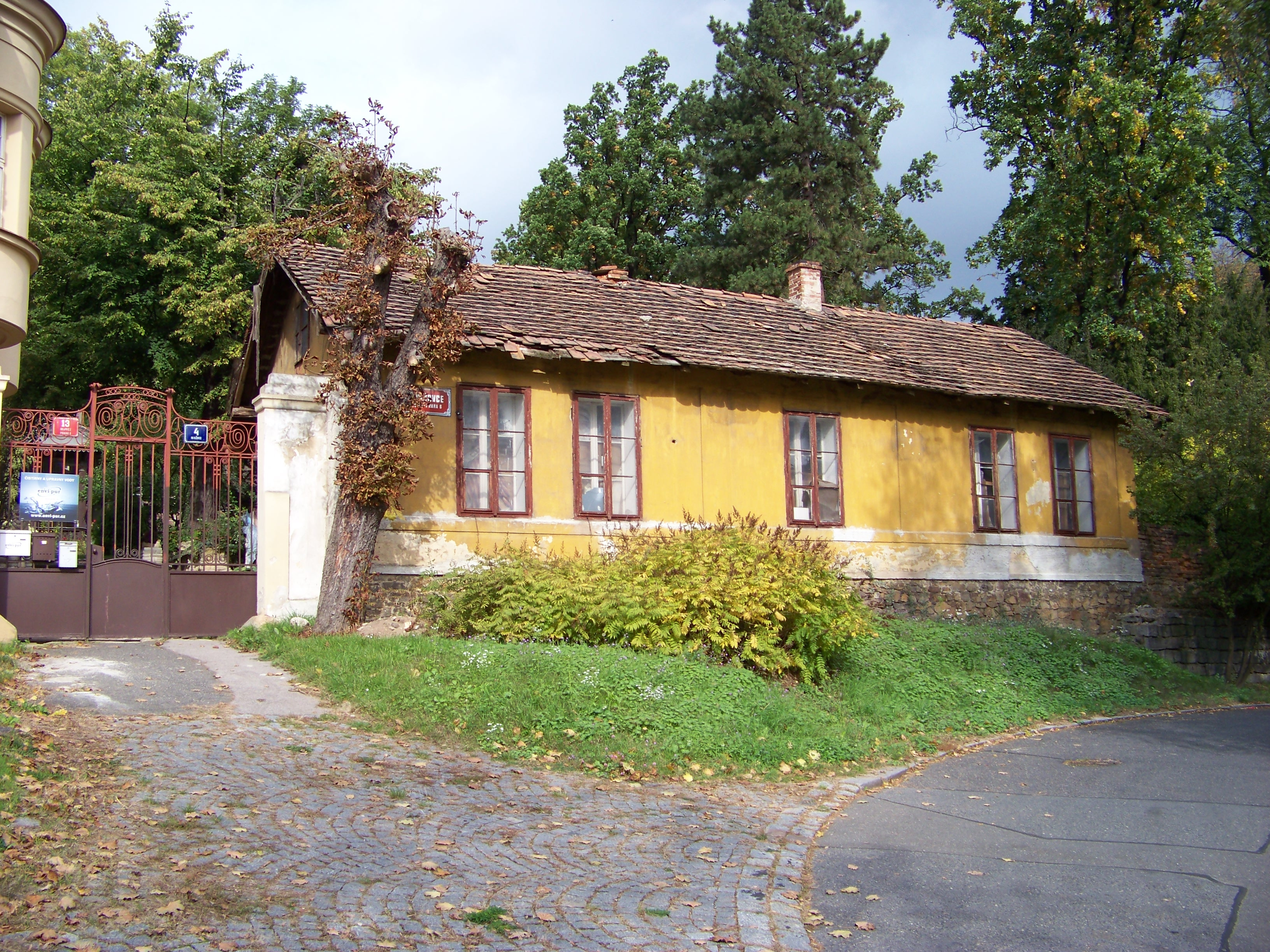
Původní zahradnický domek

Usedlost Hercovka vznikla spojením několika původních vinic. V 17. století se jmenovala Lychtenberka, protože jejím majitelem byl od roku 1628 Matěj Lichtenberger. Nový viniční lis zde byl vybudován přibližně v roce 1670 a prameny dokládají jeho existenci i v roce 1741 – tehdy při prodeji byl proveden soupis vybavení lisu: velká káď v lisovně, dvě vany pod lis, 5 kalovců, vrubna, konev, 4 putny, 7 velkých sudů. Během válek o rakouské dědictví byla i zdejší vinice zpustošena a již nebyla obnovena.
V roce 1750 koupil usedlost Řehoř Augustin Hofman, kamenický mistr a správce děkana pražské kapituly Johanna Michala Hertsche. Podle tohoto děkana dostala usedlost jméno Herčovka, později Hercovka. Záznamy z roku 1768 popisují usedlost jako obytnou budovu, zahradu, pastvinu a pole o celkové rozloze 7 jiter a podobnou velikost měla usedlost i následujících 100 let.
V roce 1809 byl vlastníkem nemovitosti Jan Adolf hrabě z Pöttingu. V té době je usedlost popisována jako dolní obydlí, sklep, klenutý přístěnek, stáj, stodola, kůlna a pozemky. Hrabě pravděpodobně sám využíval poschodí domu v létě. V roce 1855 koupil usedlost Jan Wiltsch a ten pozemky rozparceloval a rozprodal. Pro sebe si část původních pozemků ponechal a na nich vybudoval dnešní usedlost Vlčovku (původně dle jeho jména Vilčovku). V 70. letech 19. století vlastnila původní objekt Hercovky Gabriela Haaseová z Wranau – ta nechal na pozemku vybudovat dodnes stojící domek zahradníka 1871), ale také stáje (v roce 1925 byly rekonstruovány na obytné prostory).
Dnešní budova pochází z let 1925–1926, byla postavena v novoklasicistním stylu a architektem byl Josef Donát. Při stavbě byly použity starší konstrukce – které lze najít ve sklepení a v některých obvodových zdech, ale nemají vliv na vnější vzhled budovy. Velká část zahrady je tvořena alpiniem a jezírkem, jsou zde zachovány balustrády a u schodů je plastika lva. Na východ od vily je starší domek – původně sídlo zahradníka. Vila je dnes v soukromém vlastnictví a slouží bydlení.